# Brisures de riz

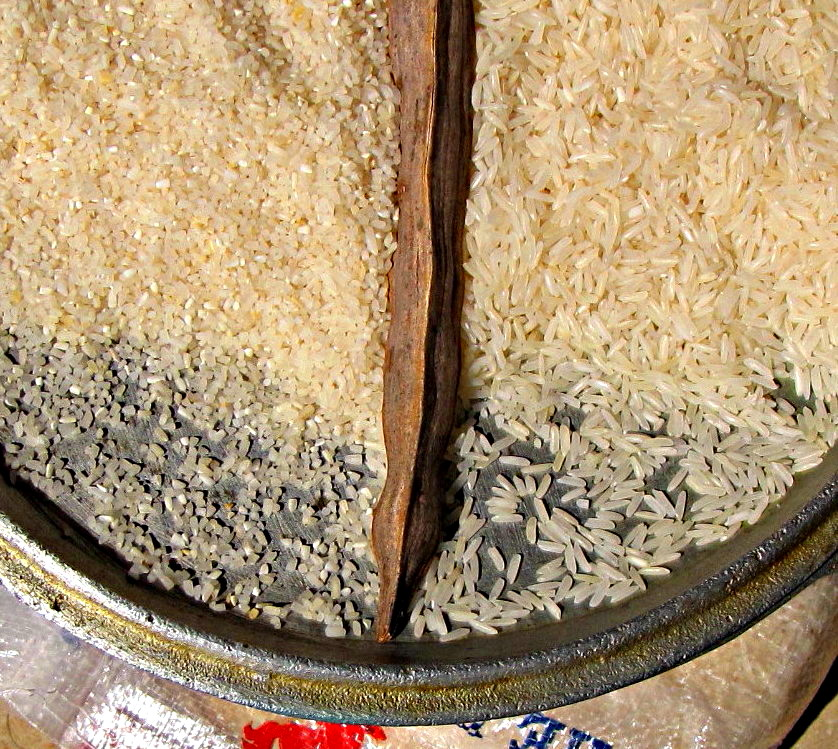
Brisures de riz (à gauche) et du riz long grain.

Les brisures de riz forment une catégorie de riz, commercialisées sous sachet plastique dans les magasins d'alimentation. De même que le gruau de maïs, elles sont un adjuvant de brasserie pour la fabrication de la bière.
Les brisures de riz sont obtenues à partir de l'usinage normal du riz cargo dans la plupart des pays. Au Japon, elles sont obtenues à partir de l'usinage des brisures de riz cargo.
On les utilise aussi pour la volaille, dans l'alimentation du veau, et toute espèce de bétail mais aussi les chiens ou les chats lorsqu'on ne veut ou ne peut pas les nourrir avec des croquettes.